# گروسنگوترن
گروسنگوترن (به آلمانی: Großengottern) یک شهر در آلمان است که در اونستروت-هاینیش واقع شده‌است. گروسنگوترن ۲٬۳۲۰ نفر جمعیت دارد.